# Power Rangers

Logo del franchise

Power Rangers è un franchise originato da serie televisive d'azione per ragazzi creato da Saban Entertainment, che raccontano le avventure di giovani adolescenti che si trasformano nei supereroi che danno il nome allo spettacolo. È strettamente legato a un impero di merchandising posseduto dalla ditta giapponese di giocattoli Bandai, distribuito in Italia da Giochi Preziosi. Da queste serie ne sono derivate altre molto simili, come VR Troopers e Beetleborgs - Quando si scatena il vento dell'avventura.
Nel 2018 la Hasbro ha acquistato l'intero franchise per la cifra di 522 milioni di dollari.

## Storia

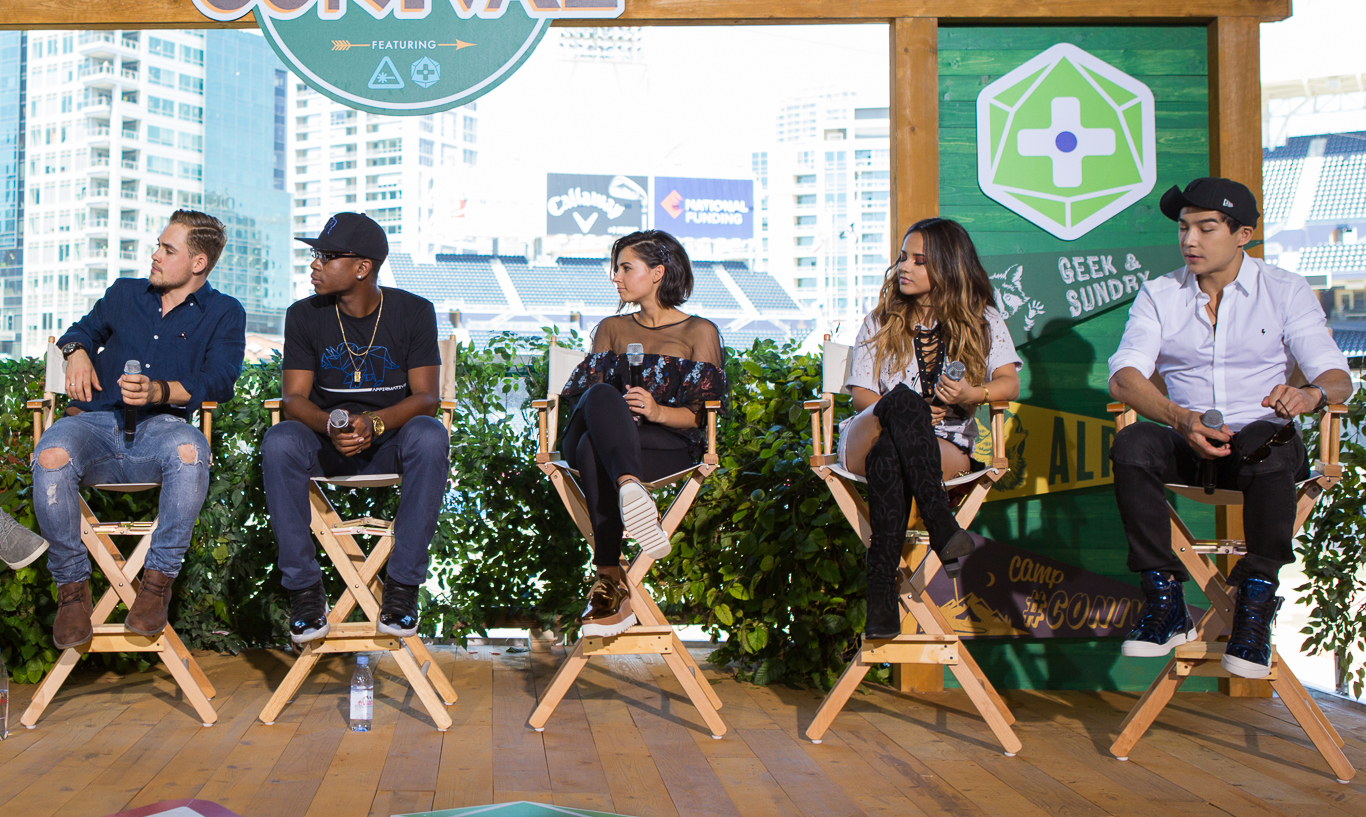
Il cast del film Power Rangers, uscito nel 2017 e basato sulla serie Mighty Morphin Power Rangers

Le serie sono basate sulle serie giapponesi di Super sentai, invece di essere un semplice doppiaggio dell'originale, è una nuova produzione in cui le serie sono state riadattate: i costumi sono stati mantenuti, ma nelle serie dei Power Rangers figurano nuovi attori (per lo più americani), e le trame sono state leggermente modificate per essere adattate a un pubblico occidentale, dato che le storie hanno una natura molto giapponese (presenza di scene di sangue e morte). La prima serie dei Power Rangers, ovvero Mighty Morphin Power Rangers, è basata su quella che in Giappone è la sedicesima serie di Super Sentai, nello specifico si tratta della serie Zyuranger: la Saban ha infatti deciso di non acquistare i diritti di tutte le serie nipponiche, bensì solo quelli che appartengono alle serie che vanno dalla sedicesima, Zyuranger appunto, in poi, salvo alcune eccezioni come Ressha Sentai ToQger, che è una serie di Super Sentai (nello specifico la trentottesima) per la quale la Saban ha deciso di non acquistare ancora i diritti. Fino ad oggi, sono più di 20 le serie dei Power Rangers: Power Rangers Cosmic Fury è la ventiduesima serie ed è la più recente (la serie si basa sulla quarantunesima serie di Super Sentai, vale a dire Uchu sentai Kyuranger).

## Trama

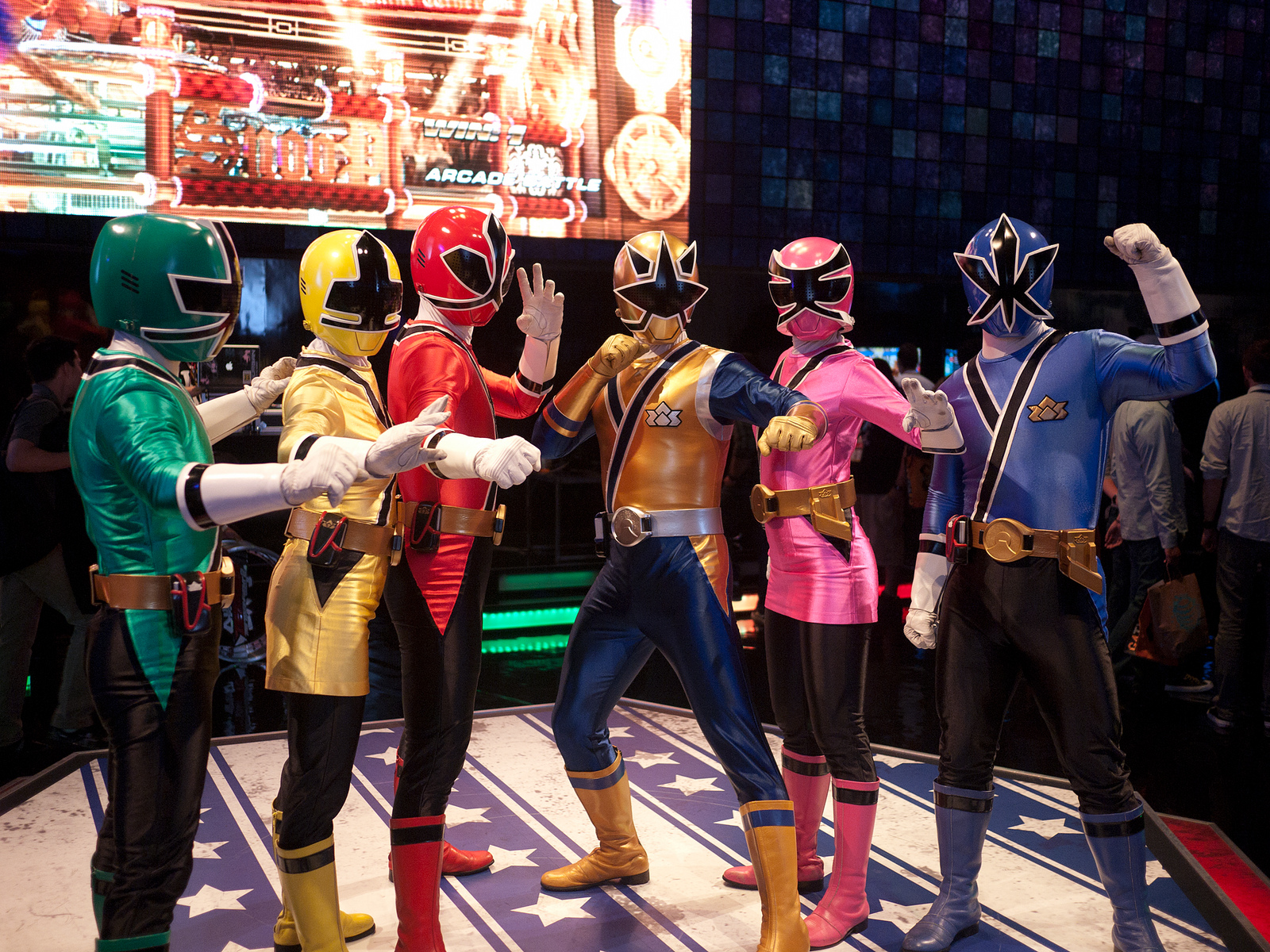
I costumi usati per la serie Power Rangers Samurai, indossati da alcuni fan durante un festival

I Power Ranger sono un gruppo di individui umani o umanoidi in grado di trasformarsi da una forma naturale, priva di poteri, in un guerriero superumano avvolto in un costume, che gli si adatta come un guanto e che funziona da armatura, e da un elmetto molto resistente con visore opaco, che in molti casi serve a proteggere la sua identità.
Tale trasformazione avviene per mezzo di un dispositivo (che può essere sia di tipo tecnologico che magico) chiamato "morpher" (tradotto nell'edizione italiana della prima stagione di Mighty Morphin in "trasformabile"), tramite il quale il Ranger si connette a un campo energetico chiamato Morphin Grid (reso in italiano anche con "Griglia di trasformazione" o "Rete Universale dei Morpher", traduzione di "Universal Morphin Grid"). Ogni gruppo di Rangers attinge il suo potere da un punto diverso di questa rete.

Un Ranger trasformato possiede generalmente forza e resistenza sovrumane e grandi capacità nel combattimento corpo a corpo. Un Ranger non trasformato può possedere altre abilità innate (come telepatia, supervelocità o invisibilità), che non sono generalmente correlate direttamente ai suoi poteri di Ranger. La trasformazione non considera però la fisionomia originaria, dato che in diverse occasioni gli elmetti sono stati rimossi o rotti rivelando al di sotto la loro forma naturale. A parte gli elmetti i costumi paiono essere indossati e rimossi in modo praticamente istantaneo, con un lampo di luce o qualche altro effetto speciale. In alcuni casi i Rangers sono tornati al loro aspetto normale involontariamente a causa di potenti attacchi fisici, subendo ferite potenzialmente mortali sul loro corpo naturale.

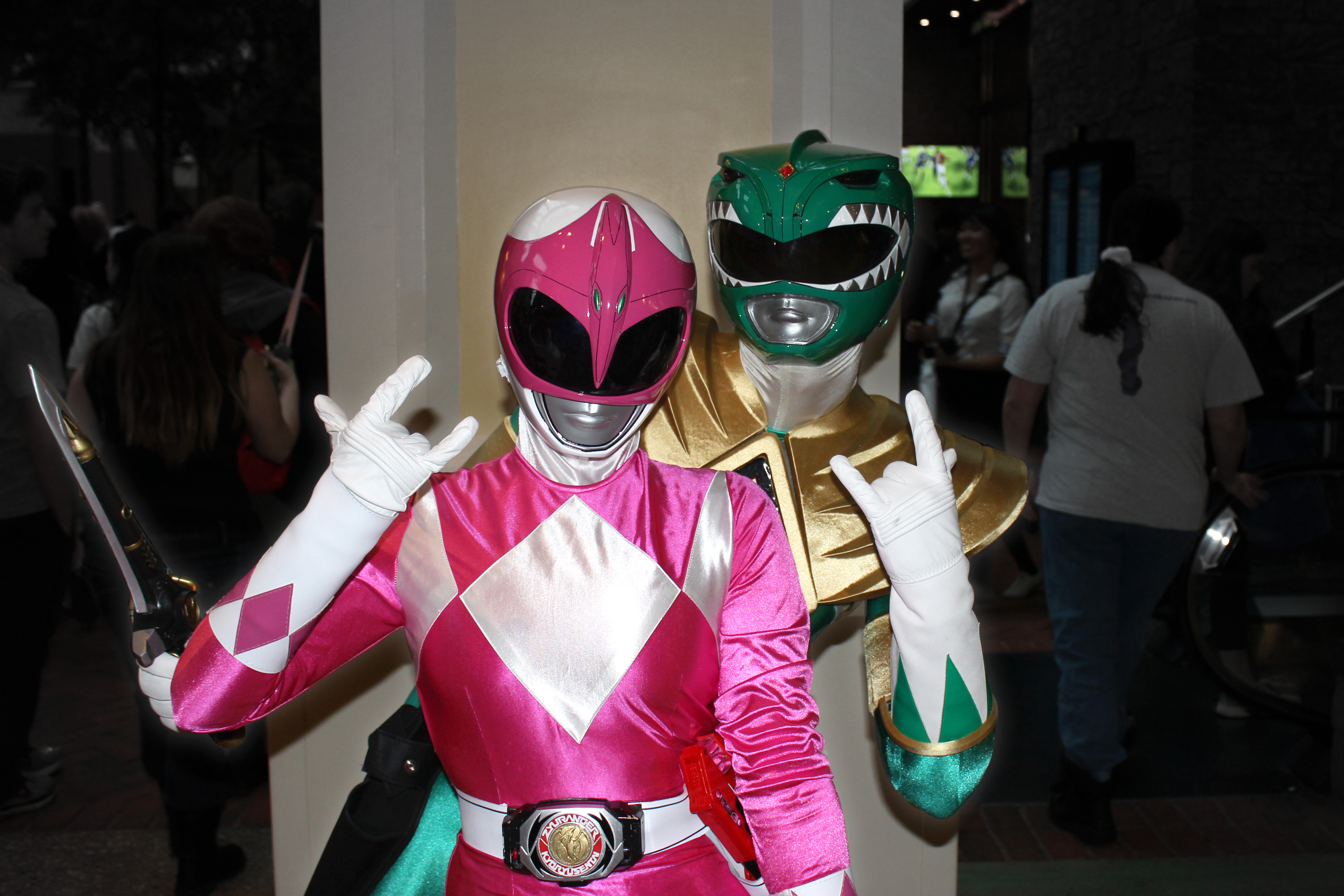
I costumi del Pink e Green Ranger in Mighty Morphin Power Rangers

I Rangers operano regolarmente in squadre di cinque, con un sesto Ranger speciale che spesso completa il gruppo. In alcuni casi a un nucleo base di tre elementi vengono più tardi aggiunti altri due o tre Rangers.
Ogni costume e spettro di energia di un Ranger è abbinato a un colore specifico, generalmente rosso, giallo e blu a cui si aggiunge una combinazione di rosa, verde, nero o bianco. I Rangers possono prendere il nome dai loro rispettivi colori, come "Ranger Rosso" o "Ranger Blu" (anche se nella versione italiana sono indicati all'inglese, quindi "Blue Ranger" o "Black Ranger"), mentre alle volte vengono usati numeri o altri nomi.
Non c'è generalmente più di un Ranger di un dato colore in una squadra, ma alle eccezioni a questa regola vengono generalmente dati nomi alternativi (come Navy per un blu alternativo e Crimson o Quantum per un rosso alternativo). I costumi di una data squadra sono di solito praticamente identici tra loro, a parte i colori ed eventualmente una designazione numerica; ogni Ranger aggiuntivo (come il sesto Ranger standard) ha regolarmente modifiche aggiuntive al costume iniziale.

## Serie televisive
Ogni stagione (o "generazione") di Power Rangers è incentrata intorno a un gruppo di persone guidato da un mentore (nelle prime stagioni a ricoprire questo ruolo era la creatura spaziale Zordon), spesso teenager (gli attori sono in realtà di età compresa tra 18 e 24 anni), che ottengono superpoteri per combattere i seguaci di diversi malvagi, come demoni, alieni o robot. Per attivare i poteri i personaggi devono trasformarsi eseguendo una sequenza di azioni e recitando una formula.
Nel corso delle serie, i Power Rangers imparano l'importanza del lavoro di squadra e della perseveranza man mano che combattono nemici progressivamente più difficili da sconfiggere. Come nella loro controparte Super Sentai, viene a un certo punto scatenato un mostro, che solitamente i Rangers devono distruggere. Alla fine dovranno vedersela con quelli che poi sono i nemici principali di ciascuna serie. Spesso, prima che un mostro venga sconfitto, questo cresce fino a proporzioni gigantesche, forzando i Power Rangers a usare gigantesche macchine biomeccaniche conosciute come "Zord". Gli Zord possono inoltre combinarsi tra loro, formando un robot ancora più grande, noto come "Megazord", che può fondersi a sua volta con ulteriori Zord, fino a formare il mastodontico e potentissimo "Ultrazord".
| N° serie | N° stagione | Titolo                            | Anno | Basata su                  | N° episodi | Rete 1ª TV USA                         | Rete 1ª TV Italia                      |
| -------- | ----------- | --------------------------------- | ---- | -------------------------- | ---------- | -------------------------------------- | -------------------------------------- |
| 1        | 1           | Power Rangers                     | 1993 | Kyōryū sentai Zyuranger    | 60         | Fox                                    | Italia 1                               |
| 1        | 2           | Power Rangers                     | 1994 | Gosei Sentai Dairanger     | 52         | Fox                                    | Canale 5 (ep. 1-23) Italia 1 (ep. 24+) |
| 1        | 3           | Power Rangers                     | 1995 | Ninja Sentai Kakuranger    | 33         | Fox                                    | Canale 5                               |
| 1        | 3,5         | Mighty Morphin Alien Rangers      | 1996 | Ninja Sentai Kakuranger    | 10         | Fox                                    | Canale 5                               |
| 2        | 4           | Power Rangers Zeo                 | 1996 | Chouriki Sentai Ohranger   | 50         | Fox                                    | Italia 1                               |
| 3        | 5           | Power Rangers Turbo               | 1997 | Gekisou Sentai Carranger   | 45         | Fox                                    | Italia 1                               |
| 4        | 6           | Power Rangers in Space            | 1998 | Denji Sentai Megaranger    | 43         | Fox                                    | Italia 1                               |
| 5        | 7           | Power Rangers Lost Galaxy         | 1999 | Seijuu Sentai Gingaman     | 45         | Fox                                    | Italia 1                               |
| 6        | 8           | Power Rangers Lightspeed Rescue   | 2000 | Kyukyu Sentai GoGo-V       | 40         | Fox                                    | Fox Kids                               |
| 7        | 9           | Power Rangers Time Force          | 2001 | Mirai Sentai Timeranger    | 40         | Fox                                    | Fox Kids                               |
| 8        | 10          | Power Rangers Wild Force          | 2002 | Hyakujuu Sentai Gaoranger  | 40         | Fox (ep. 1-26) ABC (ep. 27+)           | Fox Kids                               |
| 9        | 11          | Power Rangers Ninja Storm         | 2003 | Ninpuu Sentai Hurricaneger | 38         | ABC                                    | Fox Kids                               |
| 10       | 12          | Power Rangers Dino Thunder        | 2004 | Bakuryuu Sentai Abaranger  | 38         | ABC Family                             | Jetix                                  |
| 11       | 13          | Power Rangers S.P.D.              | 2005 | Tokusou Sentai Dekaranger  | 38         | ABC Family Toon Disney                 | Jetix                                  |
| 12       | 14          | Power Rangers Mystic Force        | 2006 | Mahou Sentai Magiranger    | 32         | ABC Family Toon Disney                 | Jetix                                  |
| 13       | 15          | Power Rangers Operation Overdrive | 2007 | Gougou Sentai Boukenger    | 32         | Toon Disney                            | Jetix                                  |
| 14       | 16          | Power Rangers Jungle Fury         | 2008 | Juken Sentai Gekiranger    | 32         | Toon Disney                            | Jetix                                  |
| 15       | 17          | Power Rangers RPM                 | 2009 | Engine Sentai Go-Onger     | 32         | ABC                                    | K2                                     |
| 16       | 18          | Power Rangers Samurai             | 2011 | Samurai Sentai Shinkenger  | 23         | Nickelodeon                            | Italia 1 (ep. 1-17) Boing (ep. 18+)    |
| 16       | 19          | Power Rangers Super Samurai       | 2012 | Samurai Sentai Shinkenger  | 23         | Nickelodeon                            | Italia 1                               |
| 17       | 20          | Power Rangers Megaforce           | 2013 | Tensou Sentai Goseiger     | 22         | Nickelodeon                            | Boing                                  |
| 17       | 21          | Power Rangers Super Megaforce     | 2014 | Kaizoku Sentai Gokaiger    | 20         | Nickelodeon                            | Boing                                  |
| 18       | 22          | Power Rangers Dino Charge         | 2015 | Zyuden Sentai Kyoryuger    | 22         | Nickelodeon                            | Boing                                  |
| 18       | 23          | Power Rangers Dino Super Charge   | 2016 | Zyuden Sentai Kyoryuger    | 22         | Nickelodeon                            | Boing                                  |
| 19       | 24          | Power Rangers Ninja Steel         | 2017 | Shuriken Sentai Ninninger  | 22         | Nickelodeon                            | Pop                                    |
| 19       | 25          | Power Rangers Super Ninja Steel   | 2018 | Shuriken Sentai Ninninger  | 22         | Nickelodeon                            | Pop                                    |
| 20       | 26          | Power Rangers Beast Morphers      | 2019 | Tokumei Sentai Go-Busters  | 22         | Nickelodeon                            | Boing                                  |
| 20       | 27          | Power Rangers Beast Morphers      | 2020 | Tokumei Sentai Go-Busters  | 22         | Nickelodeon                            | Boing                                  |
| 21       | 28          | Power Rangers Dino Fury           | 2021 | Kishiryu Sentai Ryusoulger | 22         | Nickelodeon (ep. 1-8) Netflix (ep. 9+) | Cartoon Network                        |
| 21       | 29          | Power Rangers Dino Fury           | 2022 | Kishiryu Sentai Ryusoulger | 22         | Netflix                                | Cartoon Network                        |
| 22       | 30          | Power Rangers Cosmic Fury         | 2023 | Uchu sentai Kyuranger      | 10         | Netflix                                | Netflix                                |

### Produzione Saban

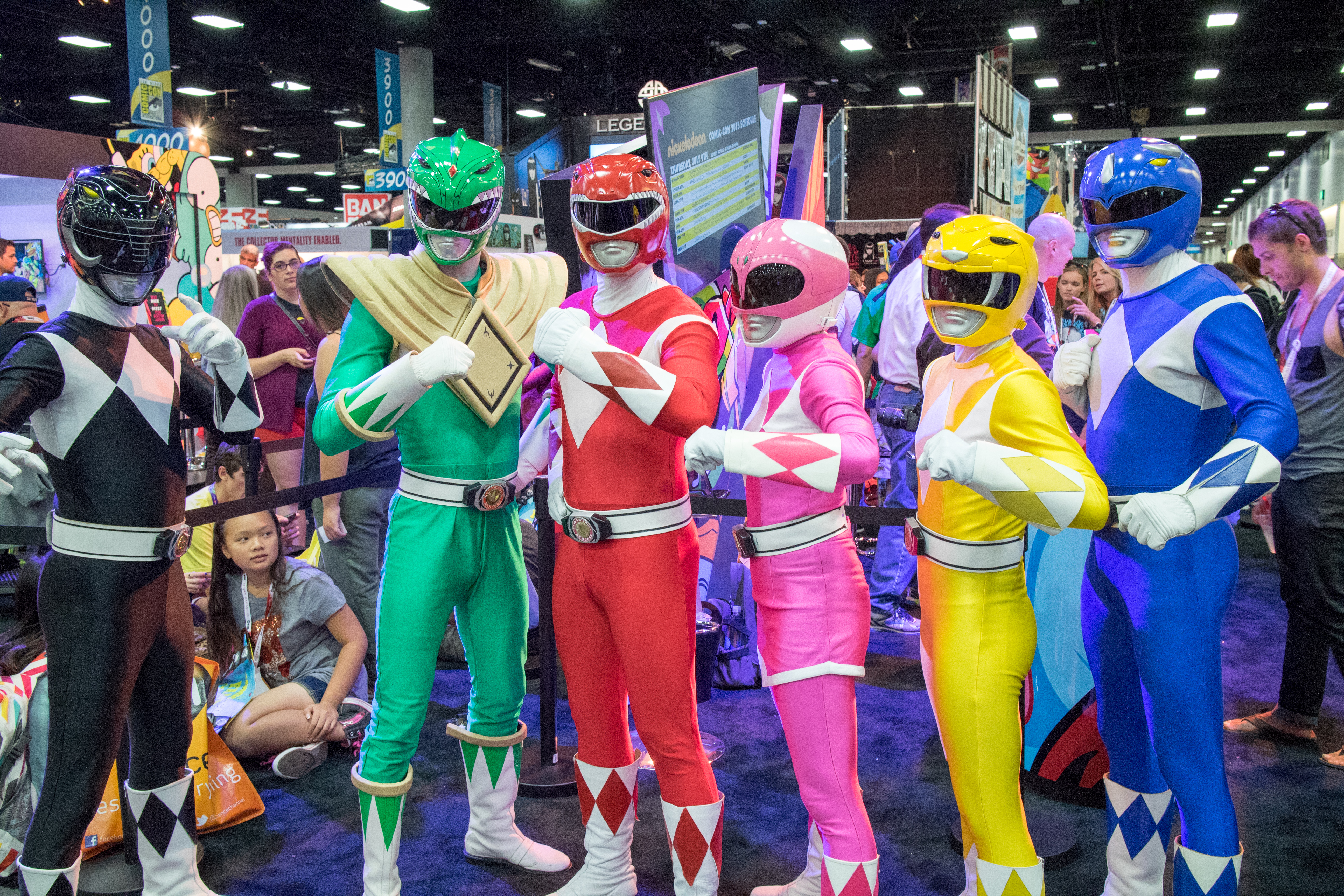
Cosplay dei sei protagonisti della prima serie

Le serie dei Power Rangers sono state prodotte dalla Saban Entertainment dal 1993 fino alla fine del 2002, in co-produzione con la Fox Children's Productions (in seguito Fox Kids Worldwide) dal 1996 al 2002, e trasmesso sui canali della Fox Broadcasting Company. In Italia è stato importato da Alessandra Valeri Manera e Nicola Bartolini Carrassi per Mediaset. Carrassi ha inoltre rappresentato per l'Italia il diritto publishing e merchandising della serie, scrivendone anche una riduzione in romanzo pubblicato da Diamond Publishing.
Le serie prodotte sono le seguenti: 
- Mighty Morphin Power Rangers: La malvagia maga Rita Repulsa viene liberata involontariamente dalla sua prigionia sulla luna e, insieme al suo esercito di mostri, vuole attaccare la Terra e prenderne il controllo; l'essere intergalattico Zordon, aiutato dal suo assistente, il robot Alpha 5, raduna allora cinque ragazzi (Jason, Zack, Kimberly, Billy e Trini) che, avendo ognuno delle attitudini particolari, hanno i requisiti per diventare i primi Power Rangers, grazie alle Monete del Potere che permettono loro di trasformarsi sfruttando il potere degli animali preistorici. Ai cinque si aggiungerà anche Tommy, che sarà prima Green Ranger e poi, dopo averne perso i poteri, White Ranger. In seguito si uniranno al gruppo Rocky, Adam, Aisha e Kat in sostituzione di Jason, Zack, Trini e Kimberly.
- Mighty Morphin Alien Rangers: Master Vile, padre di Rita Repulsa, trasforma i Rangers in bambini e, a causa di ciò, essi perdono i loro poteri; Zordon decide quindi di chiamare in aiuto cinque Rangers provenienti dal pianeta Aquitar; questi cinque alieni (Cestro, Aurico, Delphine, Corcus e Tideus) arrivano quindi sulla Terra e, grazie ai poteri di Aquitar che permettono loro di diventare Alien Rangers, combattono contro i mostri di Master Vile ma devono anche far fronte al problema della mancanza di acqua sufficiente per mantenerli in forma.
- Power Rangers Zeo: Nonostante l'aiuto degli Alien Rangers, Lord Zedd e il suo esercito di mostri distruggono il centro di comando dei Rangers e il loro Megazord; si scopre però che Zordon e Alpha 5 sono sopravvissuti e inoltre emerge, dalle macerie, un frammento di Cristallo Zeo, un cristallo contenuto nel centro di comando che dona nuovi poteri ai cinque ragazzi Tommy, Kat, Adam, Rocky e alla nuova arrivata Tanya. Billy rimane come aiuto tecnico al centro di comando. Grazie al potere del cristallo Zeo, i cinque ragazzi diventano gli Zeo Power Rangers e dovranno affrontare anche una nuova minaccia, ovvero l'Impero delle Macchine (un esercito di mostri guidati dal malvagio robot Re Mondo). Ai cinque si riunisce successivamente Jason nel ruolo di Gold Zeo Ranger.
- Power Rangers Turbo: La pirata spaziale Divatox atterra sul pianeta Terra con l'intenzione di conquistarla; Zordon chiama allora a raccolta gli Zeo Rangers per donare loro i nuovi Turbo Morphers che permetteranno ai cinque di diventare Turbo Power Rangers (il nome deriva dai loro Zord, che sono dei veicoli); Rocky ha un incidente e, dovendo rimanere in ospedale, viene sostituito da un ragazzino, Justin. Gli altri quattro Rangers verranno anch'essi sostituiti, infatti loro stessi decidono di donare i poteri a TJ, Carlos, Ashley e Cassie perché si sono rivelati molto in gamba durante una battaglia.
- Power Rangers In Space: I Turbo Rangers non riescono a sconfiggere Divatox, che irrompe nel centro di comando, rapisce Zordon e scappa nello spazio; i Turbo Rangers, tranne Justin, partono anch'essi nello spazio ma si imbattono in una nuova minaccia, ovvero Astronema, la Regina del Male, che mira a prendere il controllo di tutto l'Universo; aiutati da un nuovo compagno, Andros, i cinque ragazzi diventano gli Space Rangers grazie agli Astro Morphers che Andros dona agli altri quattro compagni. I cinque dovranno quindi sconfiggere prima Astronema per poi mettersi alla ricerca di Zordon.
- Power Rangers Lost Galaxy: Il pianeta Mirinoi viene attaccato da un gruppo di mostri che trasformano tutti gli abitanti in pietra; solo una ragazza, Maya, riesce a sopravvivere e, attraverso un varco temporale, arriva sulla Luna e chiede l'aiuto a quattro ragazzi, Leo, Kai, Kendrix e Damon, che nel frattempo stavano per imbarcarsi sulla colonia spaziale Terra-Venture. I cinque arrivano su Mirinoi e si scopre che sono i prescelti per estrarre le Spade Quasar, che donano loro i poteri per diventare i Power Rangers della Galassia Perduta (Lost Galaxy) per affrontare la malvagia Trakeena, la tiranna galattica che guida l'esercito di mostri che ha invaso Mirinoi.
- Power Rangers Lightspeed Rescue: All'interno di un mausoleo nel mezzo del deserto alcuni tuareg liberano involontariamente un esercito di demoni che creano una base all'interno della città di Mariner Bay, originariamente il luogo in cui vivevano quei demoni. Un'associazione chiamata Lightspeed Rescue, che si era già preparata ad un possibile ritorno dei demoni, recluta cinque ragazzi (Carter, Dana, Kesley, Chad e Joel) che, grazie ai Lightspeed Morphers, diventano i Lightspeed Power Rangers e dovranno affrontare i demoni capitanati dal malvagio demone Diabolico.
- Power Rangers Time Force: Nell'anno 3001 un mutante chiamato Ransik viene catturato da una squadra di cinque agenti (Alex, Jen, Katie, Trip e Lucas), nonché Power Rangers, chiamata Time Force, ma si libera, uccide il capo della squadra, Alex (il Red Ranger) e fugge nel passato, mille anni indietro. Gli altri quattro Rangers viaggiano allora nel passato per inseguire Ransik; arrivati nel passato, i Chrono Morphers, che permettono loro di trasformarsi in Rangers, non funzionano perché serve quello del Red Ranger per attivare gli altri, ma dato che il Red Ranger è morto, i quattro si mettono alla ricerca di un ragazzo che abbia un DNA compatibile e ne trovano uno, Wes, che è identico al defunto Alex e ha un DNA compatibile. Wes diviene così il nuovo Red Ranger e, insieme agli atri quattro, dovrà combattere contro Ransik e i suoi mutanti per riportare la pace sia nel presente che nel futuro. Nel team si aggiunge Eric, vecchio amico e rivale di Wes, che diventa il Quantum Ranger e prende il comando del potente Zord chiamato Q-Rex.
- Power Rangers Wild Force: Sulla Terra l'inquinamento è tale che permette agli Org, creature mostruose scomparse in passato che vivevano grazie all'inquinamento stesso, di tornare in vita; capitanati dall'Org supremo, Master Org, questi mostri mirano a conquistare la Terra per poi inquinarla in modo irreversibile. Per sconfiggere Master Org e il suo esercito, viene formata una nuova squadra di Rangers (composta da Cole, Danny, Taylor, Alyssa e Max) che basano il loro potere sui Wild Zord, ovvero Zord animali che abitano sull'isola volante di Animarium e che diventerà anche il luogo in cui vivranno i WIld Force Rangers.

### Produzione Disney

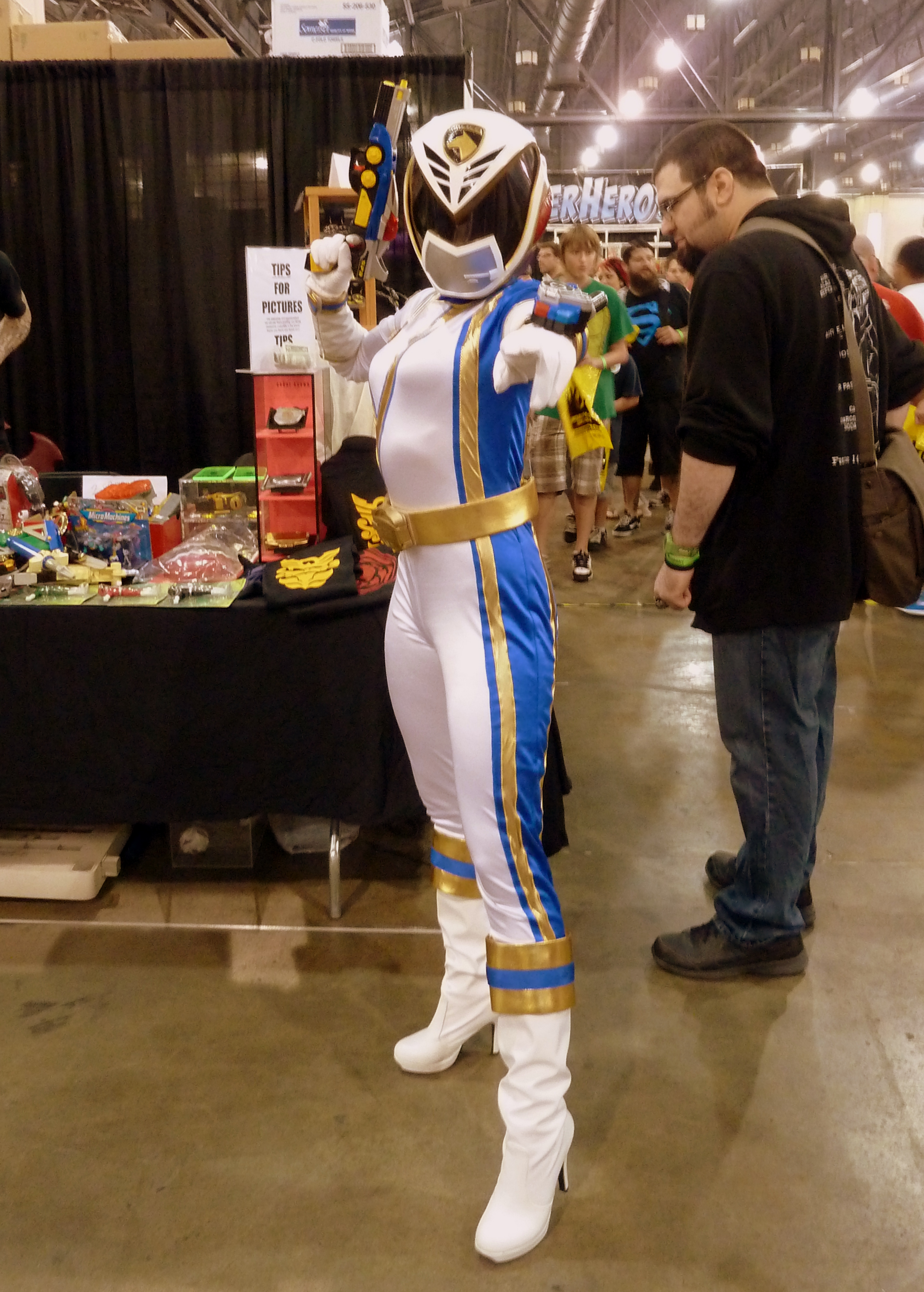
Un cosplay dellOmega Ranger, personaggio appartenente alla serie Power Rangers S.P.D.

Nel 2001 la Saban Entertainment fu ufficialmente acquistata dalla Disney: le serie continuarono ad essere trasmesse sui canali Fox fino allo smantellamento di Fox Kids nel 2002 e da allora è stato trasmesso su diversi canali di proprietà Disney.
Le serie prodotte sono le seguenti:
- Power Rangers Ninja Storm: Il malvagio guerriero ninja Lothor torna sulla Terra dopo aver passato anni nello spazio e, insieme al suo esercito di guerrieri ninja mutanti, attacca un'accademia Ninja, cattura i guerrieri e trasforma il Sensei in un porcellino d'India; Cam, il figlio di Sensei recluta tre ragazzi, Shane, Dustin e Tory, per formare una nuova squadra di Power Rangers; grazie infatti ai poteri ninja i tre diventano i Ninja Storm Rangers, a cui si aggiungeranno i due Thunder Storm Rangers, Blake e Hunter, e anche lo stesso Cam che diventerà il Samurai Storm Ranger. I sei dovranno quindi fronteggiare Lothor e i suoi guerrieri per liberare Sensei dall'incantesimo e salvare i ninja catturati dallo stesso Lothor.
- Power Rangers Dino Thunder: Mesogog, un mutante simile a un dinosauro umanoide, vuole prendere il controllo del pianeta Terra per poi riportarla, grazie alle tecnologie presenti nel suo laboratorio, al tempo dei dinosauri per creare una nuova era; venutolo a sapere, Tommy Oliver (il Green Ranger dei Power Rangers originali), che nel frattempo è divenuto professore, recluta tre suoi alunni, Conner, Ethan e Kira, per farli diventare i Power Rangers Dino Thunder, Tommy mostra loro le Dino Gemme (fonte dei poteri dei Rangers) e spiega che Mesogog se ne vuole impossessare per ricavarne i poteri e diventare più forte; più tardi, anche Tommy si unirà agli altri tre Rangers, diventando il Black Ranger, e infine si aggiungerà anche il White Ranger, Trent. I cinque Rangers dovranno quindi impedire a Mesogog e ai suoi mostri di prendere il controllo della Terra.
- Power Rangers S.P.D.: Nel 2025 alieni e umani convivono pacificamente; tuttavia i criminali rimangono, e perciò viene formata una società di polizia speciale (la S.P.D.) che forma una squadra di Power Rangers, denominata A-Squad, per catturare i criminali grazie alle tecnologie del periodo; questa squadra viene inviata nello spazio per una missione ma non fa più ritorno. La S.P.D. deve quindi formare una nuova squadra di Rangers, denominata B-Squad, composta da Jack, Sky, Bridge, Syd e Elizabeth "Z". Nel frattempo un alieno di nome Grumm, un malvagio imperatore che vuole distruggere la Terra, inizia ad inviare i suoi mostri sul pianeta, e tocca quindi alla B-Squad dei Power Rangers S.P.D. fermare e sconfiggere l'imperatore e i suoi mutanti.
- Power Rangers Mystic Force: Nella città di Briarwood si scatena un terremoto che apre un varco grazie al quale un gruppo di malvagie creature del male, capitanate dal mostruoso Morticon, riesce a liberarsi dopo una prigionia durata anni; questi mostri vogliono dominare la Terra e vendicarsi degli esseri umani che li imprigionarono. La maga Udonna (che partecipò allo scontro con le creature) raduna allora un gruppo di cinque ragazzi (Nick, Chip, Madison, Xander e Vida) e spiega loro che, grazie ai poteri della magia, essi possono diventare i Power Rangers Mystic Force e sconfiggere Morticon e il suo esercito di guerrieri. I cinque accettano e inizia così un nuovo scontro tra bene e male.
- Power Rangers Operation Overdrive: L'esploratore Andrew Hartford ritrova casualmente una corona, detta Corona Aurora, che, insieme a cinque gioielli sparsi sul pianeta, può donare dei poteri straordinari ma, sfortunatamente, alla ricerca della corona ci sono i due fratelli demoni Moltor e Flurious, che vogliono impossessarsi della corona al fine di usare il suo potere per diventare invincibili e riuscire a dominare il mondo. Hartford, sotto consiglio del Cavaliere Guardiano, chiama a raccolta cinque ragazzi con notevoli attitudini (Dax, Will, Ronny, Rose e suo figlio Mack) che grazie agli Overdrive Tracker creati da Hartford stesso, dovranno diventare gli Overdive Power Rangers per sconfiggere i demoni di Moltor e Flurious e riuscire a trovare i gioielli prima dei due fratelli.
- Power Rangers Jungle Fury: In un'accademia segreta di Kung-Fu viene accidentalmente liberato un demone, Dai-Shi, che era contenuto in uno scrigno e che adesso mira alla conquista del mondo. Il demone uccide poi Master Mao, maestro dell'accademia, ma prima di morire, Mao raduna tre ragazzi e li invia da RJ, che sarebbe diventato il loro nuovo maestro e che possiede la tecnologia necessaria affinché i tre ragazzi, Casey, Theo e Lily, diventino i Power Rangers Jungle Fury. Ai tre Rangers si aggiungono poi un altro ragazzo di nome Dominic e RJ stesso; con il gruppo al completo, inizia la battaglia contro Dai-Shi e i suoi demoni.
- Power Rangers R.P.M.: Un virus informatico chiamato Venjix prende il controllo di tutti i computer della Terra e crea un esercito di robot malvagi che devastano il pianeta e ciò costringe i superstiti a rifugiarsi in una città-cupola chiamata Corinth, che è sorvegliata dai Power Rangers R.P.M. (Scott, Flynn, Summer, Dillon e Ziggy) e che viene continuamente attaccata dalle forze di Venjix; i Rangers dovranno quindi fronteggiare i robot che invia Venjix e, soprattutto, Tenaya 7, un robot dalle sembianze umane femminili che mira a impossessarsi degli Shift Morphers.

### Produzione Saban Brands

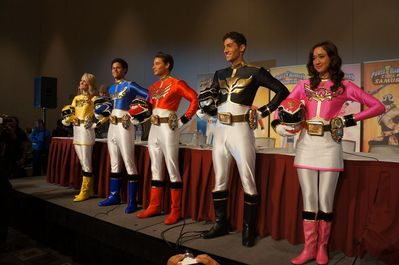
Il cast al completo della serie Power Rangers Megaforce, fotografato durante il festival Power Morphicon

La Saban Capital Group ha riacquistato nel 2010 i diritti relativi al franchising dei Power Rangers dalla Walt Disney Company: sotto il nome di Saban Brands, la nuova società ha negoziato un accordo pluriennale con la Nickelodeon per la realizzazione della diciottesima serie dei Power Rangers (nello specifico si tratta della serie Power Rangers Samurai), che andò in onda nei primi mesi del 2011. Nell'accordo stipulato era compreso anche il riacquisto delle precedenti diciassette stagioni, per un totale di oltre settecento episodi, e la loro successiva messa in onda. Secondo Haim Saban il motivo del riacquisto è dovuto al fatto che la Disney non aveva la creatività per sfruttare appieno il franchise dei Power Rangers, anche perché l'associazione delle madri statunitensi gli andò contro dicendo che vi era troppa violenza nelle serie TV; per tale motivo l'azienda ha speso la cifra di cinquecento milioni di dollari per l'acquisto, lo sviluppo e la realizzazione di nuove serie a partire da Power Rangers Samurai fino a Power Rangers Ninja Steel, quest'ultima trasmessa in Italia dal 2017 al 2018.
Le serie prodotte sono le seguenti:
- Power Rangers Samurai e Super Samurai: I malvagi Niglock, esseri mutanti tornati in vita dopo decenni, vogliono portare all'estinzione della razza umana per poter dominare il pianeta Terra, per fare ciò, si basano sulle acque del fiume Sanzu, che, grazie alla sofferenza degli umani, incrementa sempre più il suo livello fino a quando non strariperà e distruggerà qualsiasi traccia umana. Per far fronte a questa minaccia, il maestro Jay forma una nuova squadra di Power Rangers (composta da Jayden, Mia, Kevin, Emily e Mike) basata sui poteri degli antichi Samurai. I cinque dovranno quindi sconfiggere tutti i Niglock, guidati dal mutante supremo Master Xandrex, e impedire che il livello del fiume Sanzu si alzi.
- Power Rangers Megaforce e Super Megaforce: Una razza di alieni malvagi dall'aspetto insettoide chiamata Warstar invade la Terra con lo scopo di conquistarla; un essere intergalattico chiamato Gosei, discepolo di Zordon (il mentore dei Power Rangers originali), raduna cinque ragazzi (Troy, Gia, Emma, Jake e Noah) che, grazie ai Gosei Morphers, si trasformano nei Power Rangers Megaforce e dovranno respingere ogni tentativo di invasione della Terra da parte degli alieni capitanati dal potente Vrax.
- Power Rangers Dino Charge e Dino Super Charge: 65 milioni di anni fa, durante il periodo Cretaceo, il malvagio alieno Sledge era alla ricerca delle Energemme, ovvero gemme che avrebbero fruttato un enorme potere; queste gemme erano in mano all'alieno Keeper che decise di affidarle ai dinosauri. Arrivando al presente, Sledge scopre che le Energemme si trovano sulla Terra e vi si dirige con i suoi mostri, nel frattempo Keeper conosce la scienziata Kendall e insieme formano una nuova squadra di Power Rangers, costituita inizialmente da cinque membri (Tyler, Shelby, Koda, Riley e Chase) e, dato che le Energemme sono dieci e ogni Ranger prende il potere da una gemma, nel corso della storia si aggiungono altri cinque Rangers (Ivan, James, Philip, Zenowing e Kendall) per un totale di dieci rangers per ognuna delle dieci Energemme; la squadra dovrà fronteggiare tutte le creature di Sledge e dovrà impedire a quest'ultimo di appropriarsi delle gemme.
- Power Rangers Ninja Steel e Super Ninja Steel: Galvanax, il campione del più popolare gameshow intergalattico universale chiamato "I Guerrieri della Galassia", si dirige sulla Terra per impossessarsi del Nexus Ninja Prism e diventare l'essere più forte dell'universo; per fare ciò, invia i suoi mostri a devastare le città affinché qualcuno gli riveli l'ubicazione del Prisma. Per impedire a Galvanax di realizzare il suo malvagio piano, viene formata una nuova squadra di Power Rangers, i Ninja Steel, che prendono il potere dai cinque morphers contenuti proprio nel prisma. I ragazzi (Brody, Calvin, Hayley, Sarah e Preston) dovranno quindi impedire all'alieno di impossessarsi dei morphers; ogni battaglia dei Rangers viene mandata in onda su un mega schermo durante lo show "I Guerrieri della Galassia".

### Produzione Hasbro
Il 15 febbraio 2018, tramite una dichiarazione congiunta, Saban ha reso noto che non avrebbe rinnovato la sua licenza con l'azienda produttrice di giocattoli Bandai in scadenza il 1º aprile del 2019, mettendo così termine a un accordo venticinquennale risalente al 1993 con la serie Power Rangers. Il giorno seguente, durante l'annuale Toy Fair di New York, Hasbro ha comunicato di avere acquisito da Saban Brands i diritti per il merchandise; nella stessa occasione è stato svelato il nuovo logo del franchise. Il 1º maggio 2018 Hasbro ha ufficializzato l'acquisizione dell'intero franchise Power Rangers da Saban Brands tramite un accordo di 522 milioni di dollari. Il 25 maggio 2018 è stato rivelato che Saban Brands si stava preparando a licenziare la maggior parte dei suoi dipendenti e a cessare l'attività di Saban Brands il 2 luglio 2018, sebbene la società madre Saban Capital Group avrebbe continuato a operare.
Le serie prodotte sono le seguenti:
- Power Rangers Beast Morphers: Nel futuro, un'agenzia segreta combina una sostanza scoperta di recente chiamata "Morph-X" con del DNA animale per creare dei morphers sofisticati che permetteranno a tre giovani di diventare I Power Rangers Beast Morphers. I Rangers dovranno combattere contro un virus informatico che ha deciso di conquistare la Terra rubando la fonte di tutto il potere dei Ranger.
- Power Rangers Dino Fury: All'epoca dei dinosauri il pianeta Rafkon venne attaccato dagli Sporix, delle bestie malvagie che subito dopo si recarono sulla Terra per distruggere anch'essa. I cavalieri Rafkon che inseguirono i mostri, divennero subito dopo i Power Rangers Dino Fury con l'incarico di fermare il male, fallendo però nel compito. Nel presente, Zayito, il Red Ranger, nonché sopravvissuto alla distruzione, arruola, insieme alla sua amica Solon, dei nuovi Dino Fury Ranger (Ollie e Amelia) per farsi aiutare nella lotta contro Void Knight, un nuovo nemico che vuole impossessarsi degli Sporix per evocarli e distruggere il mondo.
- Power Rangers Cosmic Fury: In seguito al ritorno del malvagio Lord Zedd, i Power Rangers Cosmic Fury devono unire le forze per fermarlo, con nuove armi e nuovi poteri.

### Lo schema delle trame
La trama di un normale episodio di Power Rangers è generalmente strutturata nella maniera seguente:
1. I Rangers vengono mostrati nella loro vita quotidiana alle prese con un problema da risolvere
2. I Rangers vengono attaccati dai seguaci di basso livello del capo dei malvagi
3. I Rangers combattono i seguaci
4. I Rangers si trasformano
5. I Rangers sconfiggono i seguaci
6. Il capo dei malvagi manda un guerriero potentissimo, che dopo un furioso combattimento viene trasformato in un gigante, seguito dai Ranger che richiamano gli Zord e/o la loro forma combinata
7. Opzionale: I Rangers scoprono che i loro poteri attuali sono insufficienti a sconfiggere il mostro e ne ottengono uno nuovo (ad esempio viene fornita una nuova arma, appare un nuovo Ranger in aiuto o viene scoperta una nuova combinazione di Zord)
8. I Rangers combattono e sconfiggono il seguace gigante, di solito usando una manovra spettacolare tipica (un colpo speciale)
9. I Rangers vengono infine mostrati di nuovo nella loro vita quotidiana: la lezione di vita appresa permette loro di risolvere il problema che avevano all'inizio.

Ogni squadra di Power Rangers, con poche eccezioni, obbedisce a un insieme di convenzioni, solitamente delineate all'inizio di ogni episodio e presenti implicitamente in molte delle successive incarnazioni; queste includono la proibizione di usare i loro poteri per guadagno personale o per portare subito uno scontro al culmine (spiegando così perché non si limitano semplicemente a calpestare i piccoli mostri con i loro Zord all'inizio dell'episodio).
Ai Power Ranger è anche proibito rivelare le proprie identità al grande pubblico, salvo circostanze estreme (sebbene questa regola venga ignorata in Power Rangers Lightspeed Rescue, Time Force, S.P.D.,  Operation Overdrive e RPM). La penalità per disobbedire a queste regole, perlomeno nella prima serie, può anche essere la perdita del proprio potere. Questa regola non è invece presente in Super Sentai.
L'arsenale disponibile per ogni Power Ranger è anch'esso in un certo senso standardizzato: ogni Ranger è generalmente armato con un fucile laser o una spada. Ogni Ranger possiede anche delle armi secondarie che possono spesso combinarsi per formare un'arma di dimensioni maggiori (come un cannone).
Con il proseguire della serie, uno o più Ranger riceve una motocicletta per viaggi a lunga distanza così come Zord individuali, che non vengono forniti subito. In molte serie a un Ranger vengono dati anche Zord o armi aggiuntive. In alcuni casi un Ranger può ricevere anche qualcosa che altri Ranger non hanno, per esempio il Battlizer dato al Ranger Rosso di ogni serie a partire da Power Rangers in Space. Sebbene la maggior parte di questi arsenali si possano trovare anche in Super Sentai, ce ne sono alcuni che non sono presenti nella serie nipponica e che generalmente vengono aggiunti per lo scopo di vendere giocattoli progettati e venduti dalla Bandai. Nonostante ciò il Battlizer non compare in Power Rangers Jungle Fury (poiché i soldi che dovevano essere utilizzati per la sua introduzione sono stati usati per l'introduzione degli Spirit Rangers) e in Power Rangers RPM (a causa della crisi economica che non garantì un budget molto alto).
A partire da Power Rangers in Space è comune per ogni serie essere una storia completamente separata dalle precedenti. Una tradizione di serie successive è di mostrare due squadre diverse di Power Rangers che si alleano per sconfiggere un nemico comune (elemento presente nelle varie serie dei Super Sentai); nella decima stagione di Power Rangers, Power Rangers Wild Force, ben dieci Red Rangers si alleano nell'episodio celebrativo dei dieci anni della saga, Red per sempre. Le sole stagioni in cui non avviene questo sono Power Rangers Ninja Storm (a causa del cambiamento di attori per il trasferimento della produzione in Nuova Zelanda), Mystic Force, Jungle Fury, RPM e Dino Charge (queste ultime ambientate in universi alternativi a quello delle altre serie).

### Doppiaggio e trasmissione italiani
Le prime quattro serie sono state doppiate alla Deneb Film di Milano, poi per Power Rangers in Space e Power Rangers Lost Galaxy alla Merak Film di Milano mentre, da Power Rangers Lightspeed Rescue fino a Power Rangers Jungle Fury, il doppiaggio è stato realizzato alla C.D. Cine Doppiaggi di Roma. Si è poi tornati alla Merak Film di Milano in Power Rangers Samurai, ed è stata doppiata anche la serie precedente Power Rangers RPM alla SDI Media Italy di Roma che era inedita in Italia. Il doppiaggio italiano delle serie dei Power Rangers è stato nuovamente affidato alla Merak Film di Milano per quanto riguarda le serie Power Rangers Megaforce e Power Rangers Dino Charge. Poi venne affidato alla D-Hub Studios di Roma per quanto riguarda Power Rangers Ninja Steel, per poi passare alla Videodelta di Torino per quanto riguarda la serie Power Rangers Beast Morphers e la Iyuno Italy di Milano per quanto riguarda Power Rangers Dino Fury e Cosmic Fury.
La prima serie fu trasmessa per la prima volta il 28 febbraio 1994, su Italia 1 alle ore 18,30. Dall'agosto dello stesso anno, Power Rangers (dall'episodio 41) è stata inserita su Canale 5 all'interno del contenitore per ragazzi Bim bum bam. Le restanti serie prodotte da Saban, da Power Rangers Zeo a Power Rangers Wild Force, sono state trasmesse su Italia 1, K-2 e Fox Kids. Le serie prodotte dalla Disney sono state trasmesse su K2, Rai 2 e Jetix (che sostituì Fox Kids e fu poi sostituito a sua volta da Disney XD) fino a Power Rangers Jungle Fury.
Con l'avvento di Power Rangers Samurai, la serie fu trasmessa su Boing e Italia 1. Nel 2013 la rete televisiva K2 ha iniziato a trasmettere gli episodi di Power Rangers RPM, l'unica serie che era inedita in Italia. Sempre nel 2013, andò in onda la serie Power Rangers Megaforce sul canale Boing e, nel 2015, fu trasmessa, sempre su Boing, la serie Power Rangers Dino Charge.
Nel 2017, la serie Power Rangers Ninja Steel viene trasmessa in prima visione sul canale Pop, un canale che, a partire dal suo esordio (il 4 maggio 2017), trasmette anche le repliche delle serie Power Rangers Operation Overdrive, Power Rangers Jungle Fury e Power Rangers RPM. Nel 2019, Power Rangers Beast Morphers viene trasmesso nuovamente su Boing. La serie di Power Rangers Dino Fury, fu trasmessa in Italia dal 31 agosto 2021 in poi su Cartoon Network e successivamente replicata su Boing. Power Rangers Cosmic Fury, è invece stato distribuito, sia negli USA che in Italia, direttamente su Netflix.
La sigla della prima serie è stata scritta da Alessandra Valeri Manera e Carmelo Carucci e interpretata da Marco Destro ed è stata l'unica sigla italiana originale di una serie dei Power Rangers per la trasmissione sulle reti Mediaset. Le serie successive, esclusa la messa in onda Mediaset di quelle da Zeo a Lost Galaxy che hanno riciclato tale sigla, hanno usato le sigle in lingua originale, ovvero in inglese, o una traduzione italiana letterale di esse. La sigla italiana fu usata anche per l'edizione in VHS. Nelle messe in onda successive su canali non Mediaset e nelle edizioni DVD le sigle sono rimaste quelle originali in inglese.

## Film
| N. | Titolo italiano                        | Titolo originale                             | Anno | Registi                   |
| -- | -------------------------------------- | -------------------------------------------- | ---- | ------------------------- |
| 1  | Power Rangers - Il film                | Mighty Morphin Power Rangers - The Movie     | 1995 | Bryan Spicer              |
| 2  | Turbo Power Rangers - Il film          | Turbo - A Power Rangers Movie                | 1997 | Shuki Levy, David Winning |
| 3  | Power Rangers                          | Power Rangers                                | 2017 | Dean Israelite            |
| 4  | Power Rangers - Una volta e per sempre | Mighty Morphin Power Rangers - Once & Always | 2023 | Charlie Haskell           |

## Distribuzione in DVD
La distribuzione della serie Power Rangers in Italia comprende le seguenti stagioni.
| Serie                             | Casa editrice                                                    | Edizioni | Numero dischi | Note                                                                       |
| --------------------------------- | ---------------------------------------------------------------- | -------- | ------------- | -------------------------------------------------------------------------- |
| Power Rangers                     | Sprea                                                            | 3        | 30            | La serie si compone di 30 DVD e 150 episodi. Risultano 4 episodi mancanti. |
| Power Rangers Zeo                 | Exa Cinema                                                       | 2        | 6             | Incompleta (manca metà stagione).                                          |
| Power Rangers Ninja Storm         | Fabbri Editori                                                   | 1        | 19            | Completa                                                                   |
| Power Rangers Dino Thunder        | Buena Vista Home Entertainment                                   | 1        | 19            | Completa                                                                   |
| Power Rangers S.P.D.              | Exa Cinema, Gazzetta dello Sport, Buena Vista Home Entertainment | 2        | Variabile     | Completa                                                                   |
| Power Rangers Mystic Force        | Gazzetta dello Sport                                             | 1        | 12            | Completa                                                                   |
| Power Rangers Operation Overdrive | Exa Cinema                                                       | 1        | 8             | Completa                                                                   |
| Power Rangers Samurai             | Gazzetta dello Sport                                             | 1        | 4             | Completa (distribuita in un unico cofanetto)                               |